# Goliath (football)
Matumona Lundala (né le 1er août 1972 à Esperança), appelé Goliath, est un gardien de but international angolais des années 2000.

## Biographie
Gardien de but des Palancas Negras dès 2001, Goliath participe aux éliminatoires de la CAN 2002 et 2004, ainsi qu'aux éliminatoires du Mondial 2002. Bien qu'il ne dispute plus de matchs depuis 2004, il est sélectionné pour la CAN 2006 comme troisième gardien, sans pour autant jouer.
Alors qu'il soit pressenti pour disputer le Mondial 2006 en Allemagne, le sélectionneur Luís Oliveira Gonçalves lui préfère un gardien novice, à savoir Mario.
Quant à sa carrière en club, il joue dans trois clubs angolais (Primeiro de Agosto, Sagrada Esperança et Académica do Soyo), remportant le championnat en 1998, en 1999 et en 2005.